# Asystata
Asystata is een geslacht van Phasmatodea uit de familie Diapheromeridae. De wetenschappelijke naam van dit geslacht is voor het eerst geldig gepubliceerd in 1908 door Redtenbacher.

## Soorten
Het geslacht Asystata is monotypisch en omvat slechts de volgende soort:
- Asystata brevipes Redtenbacher, 1908